# Uraarachne longa
Uraarachne longa là một loài nhện trong họ Thomisidae.
Loài này thuộc chi Uraarachne. Uraarachne longa được Eugen von Keyserling miêu tả năm 1880.